# 陆勉
陸勉，字懋成，號竹石，南直隶江陰縣人，明朝中期书法家。明成化十八年（1482年），与无锡当地名流秦旭、李庶、陈履等人组建诗社“碧山吟社”。成化十九年（1483年）癸卯科舉人。

## 生平
陆勉与吴门画派创始人、明四家之一的沈周关系友好，沈周曾作《笔花轩为陆懋成赋》以记录二人之往来。

## 诗作
《题秦氏南湖草堂》

太湖南畔隐君家，小小柴门对白沙。
竹灶茶香浮玉乳，瓷缸酒熟趁梨花。
风轩净扫开吟社，水槛新添泊钓槎。
我欲画拈书籍卖，结茅相伴老烟霞。